# Димка Владимирова
Димка Владимирова е българска народна певица от Странджанския край, пяла в хора „Мистерията на българските гласове“.

## Биография
Родена е на 28 юли 1935 г. в село Бистрец, Средецко. На 10-годишна възраст е отличена с първа награда на преглед на самодейността, а по-късно е наградена и със златен медал от национално състезание в Бургас. На 17 години се явява на конкурс в Държавния ансамбъл за народни песни и танци в София, където е одобрена за хоровия състав от Филип Кутев. Запознава се с Борис Карлов и Борис Машалов, които ѝ предлагат да се включи в пътуващата им група „Наша песен“. С тях и други певици пее на турне из страната през следващата година.
През 1959 г. е приета в Женския народен хор на БНР (прераснал в „Мистерията на българските гласове“). Успоредно с това записва и солови песни за радиото, споделяйки, че всичките ѝ песни са от родното ѝ село. Репертоарът ѝ принадлежи към групата на т.нар. тронки – песни, носещи характерните черти на тракийския и странджанския стил. Гласът ѝ е ясен и звънлив. Често аранжира песните си с композиторите Анастас Наумов и Коста Колев.
Неин син е тамбуристът Любомир Владимиров.
Димка Владимирова умира на 88 години на 10 юли 2024 г. в София.